# Казарян, Роланд Артаваздович
Роланд Артаваздович Казарян (12 июля 1936 — 22 сентября 2023) — советский и российский звукорежиссёр, композитор, актёр. Заслуженный деятель искусств России (1997), профессор.

## Биография
Окончил Ленинградский институт киноинженеров в 1959 году. До 2005 года заведующий кафедрой звукорежиссуры ВГИК, руководитель мастерской.
С 1977 года читал курс лекций «Звуковое решение фильма» на Высших курсах сценаристов и режиссёров.
Скончался 21 сентября 2023 года.

## Призы и награды
- Заслуженный деятель искусств Российской Федерации (1997 год).
- Медаль имени Михаила Чехова (2020 год, Дом русского зарубежья имени Александра Солженицына).
- Лауреат кинопремии «Ника» за 1990 год в номинации «За лучшую работу звукорежиссёра» за фильм «Мать».

## Фильмография
Звукорежиссёр:
- 1963 — Путь на арену
- 1966 — Я солдат, мама
- 1968 — Бег иноходца
- 1968 — Служили два товарища
- 1970 — Бег
- 1972 — Визит вежливости
- 1974 — Москва, любовь моя
- 1976 — Легенда о Тиле (телевариант «Тиль») (звукооператор)
- 1978 — Кентавры
- 1978 — Приехали на конкурс повара... (звукооператор)
- 1980 — Тегеран-43 (телевариант «Покушение»)
- 1982 — Где-то плачет иволга…
- 1983 — Тревожный вылет
- 1986 — Зонтик для новобрачных
- 1986 — Чужие игры
- 1988 — 13-й апостол
- 1989 — Мать
- 1992 — Ангелочек, сделай радость
- 1993 — Охламон
- 1996 — Волки / англ. The Wolves (реж. Steve Carver; Россия, Германия, США)
- 1996 — Русалка (мультфильм)
- 1997 — Чуча (мультфильм)
- 1999 — Затворник
- 2000 — Афинские вечера
- 2000 — Ландыш серебристый
- 2000 — Президент и его внучка
- 2000 — Приходи на меня посмотреть...
- 2001 — Апрель
- 2002 — Кавказская рулетка
- 2003 — Фото (реж. А. Галин)
- 2003 — Игры мотыльков
- 2004 — Я умер в детстве... (док. фильм о С. Параджанове; реж. Г. Параджанов)
- и др.

Компиляция музыки:
- 1978 — Кентавры

Актёр:
- 2000 — Ландыш серебристый